# راتكو سفيلار
راتكو سفيلار (مواليد 6 مايو 1950) هو لاعب كرة قدم. يلعب مع منتخب يوغوسلافيا لكرة القدم. سبق له أن لعب في كأس العالم لكرة القدم مع منتخب بلاده.

## مسيرته الكروية
لعب راتكو سفيلار خلال مسيرته الاحترافية مع 4 أندية في سبعة وعشرون موسمًا ولم يسجل خلالها أي هدف ضمن 491 مباراة. حيث فاز في موسم واحد بالكأس ولم يفز بأي دوري.
خاض راتكو سفيلار مسيرته مع نادي كرفينكا ‏ في موسم 1970–71 واستمر معه طيلة ثلاثة مواسم، مشاركًا في 31 مباراة ولم يسجل أي هدف. ثم انتقل إلى نادي فويفودينا في موسم 1973–74 في المرة الأولى ليلعب معه خمسة مواسم ثم في موسم 1978–79 ولمدة موسمين، حيث شارك طوالها في 201 مباراة ولم يسجل أي هدف أيضًا. لينتقل بعدها إلى روتشستر لانسر ‏ ما بين عامي 1978 و1979 لمدة موسم واحد، مشاركًا في 16 مباراة ولم يسجل أي هدف أيضًا. ثم انتقل إلى نادي رويال أنتويرب في موسم 1980–81 ليلعب معه ستة عشر موسمًا، مشاركًا في 243 مباراة ولم يسجل أي هدف أيضًا.

## روابط خارجية
- راتكو سفيلار على موقع قاعدة بيانات كرة القدم.إي يو (الإنجليزية)
- راتكو سفيلار على موقع ناشيونال فوتبول تيمز (الإنجليزية)
- راتكو سفيلار على موقع Soccerway.com (الإنجليزية)
- راتكو سفيلار على موقع عالم كرة القدم.نت (الإنجليزية)